# هرانوش خاراتیان
هرانوش خاراتیان (ارمنی: Հրանուշ Խառատյան؛ زادهٔ ۱۸ فوریهٔ ۱۹۵۲) یک مردم‌شناس اهل ارمنستان است.
وی در سال ۱۹۷۵ در رشته تاریخ از دانشگاه دولتی ایروان فارغ‌التحصیل شده است. بین سال‌های ۱۹۷۹ تا ۱۹۸۹ به عنوان پژوهشگر در انستیتو تحققات شرقی فرهنگستان ملی علوم ارمنستان فعالیت نموده است.